# コンビにまりあ
『コンビにまりあ』は、三浦みつるの漫画作品、及び、それを原作としたテレビドラマ。漫画は1998年よりメディアファクトリーの漫画雑誌コミックアルファに連載された。単行本は、1998年よりメディアファクトリーのMFコミックスから全4巻、2007年に小池書院のキングシリーズからMFシリーズのものをまとめた全2巻が刊行された。
コンビニではなく「に」を平仮名にした『コンビにまりあ』が正しい表記。

## あらすじ
祖母が亡くなり、天涯孤独になった少女まりあは、祖母に代わって彼女の恩人に会いに東京にやってくる。恩人である有馬留吉の一家が経営するコンビニエンスストア「ロージー」は年中閑古鳥の鳴く店だった。まりあは有馬家に居候し、コンビニ店員として働くことに。笑顔を振り撒くまりあの前に、さまざまな客が訪れる。

## テレビドラマ
TBS系列「ドラマ30」枠にて2001年4月2日から5月25日まで放送された。制作は中部日本放送（CBC）。放送時間は月曜から金曜の13:30 - 14:00（JST）。全8週、40回。

### キャスト
- 花巻まりあ：北川弘美

：有馬家が営むコンビニで働く事になる。
- 有馬等：大林丈史

詠一、省吾、達郎の父。コンビニの店長。
- 有馬詠一：宮川一朗太

有馬家の長男。元銀行員。店を手伝うために銀行を退職した。
- 有馬省吾：中上雅巳

有馬家の次男。
- 有馬達郎：伊藤政氏（関西ジャニーズJr.）

有馬家の三男。
- 稲取：デビット伊東
- 大沢：坂西良太
- 草野深雪：岡安由美子
- 草野千春：森永真美
- 宇奈月カオル：川先宏美
- 高萩松之助：頭師孝雄
- ジュテーム・勇夫：坂本朗
- 西村知子：須藤温子
- 三田村：近藤剛
- 和楽巡査：小宮孝泰
- 有馬留吉：遠藤太津朗

等の父で、詠一、省吾、達郎の祖父。
- 花巻ツル：弓恵子

まりあの祖母。
- 赤倉シズ：弓恵子（二役）

まりあの祖母によく似た女性。
- 森好江：水沢アキ（特別出演）

### スタッフ
- 原作：三浦みつる
- 脚本：よしだあつこ
- 企画協力：堀地巌
- 演出：堀場正仁、大羽秀樹、西村信、二村久美子

### 主題歌
- 花*花「やっぱり!」

## タイアップ
- 同作の放送期間中、サークルKサンクスのコンビニで、山崎製パンとのコラボレーションで「コンビにまりあパン」と称した菓子パン『ラッキーリング』『ひまわりっ子』の2品が販売された。商品にはそれぞれタイトルロゴとヒロインの北川の顔が印刷されていた。